# Ronnie Burrell
Ronald Alexander Burrell, detto Ronnie (Montclair, 21 luglio 1983), è un ex cestista e allenatore di pallacanestro statunitense, professionista in Francia e Germania.

## Palmarès

### Giocatore
- Campionato polacco: 1

Asseco Prokom Gdynia: 2009-10
- Coppa di Germania: 1

Colonia 99ers: 2007
- Supercoppa tedesca: 1

Cologne 99ers: 2006
- Supercoppa polacca: 1

Prokom Gdynia: 2010

### Allenatore
- Dennis Johnson Coach of the Year Award (2023)